# Магдалена Вильгельмина Вюртембергская
Магдалена Вильгельмина Вюртембергская (нем. Magdalena Wilhelmine von Württemberg; 7 ноября 1677, Штутгарт — 30 октября 1742, Карлсбург, Дурлах) — маркграфиня Бадена (1709—1742), супруга Карла III Вильгельма Баденского, основателя города Карлсруэ (1715).

## Биография
Родилась 7 ноября 1677 года в семье герцога Вильгельма Людвига из династии Вюртембергского дома и его жены Магдалены Сибиллы Гессен-Дармштадтской, дочери ландграфа Гессен-Дармштадта Людвига VI и его супруги Марии Елизаветы Шлезвиг-Гольштейн-Готторпской. В целях укрепления домов Бадена и Вюртемберга, была выдана замуж 27 июня 1697 года за наследного Баденского принца, позднее унаследовавшего титул маркграфа Баден-Дурлаха, Карла III Вильгельма.
Так как у Магдалены Вильгельмины был большой нос и другие недостатки внешности, она не соответствовала идеалам красоты Карла III Вильгельма, который любил красивых женщин. После того, как Магдалена родила ему сына и наследника, супруги отдалились друг от друга. Когда Карл Вильгельм основал в 1715 году свою новую резиденцию в Карлсруэ, он переехал в новый дворец, в то время как его жена оставалась жить в замке Карлсбург в Дурлахе.
После смерти Карла III Вильгельма в 1738 году, Магдалена Вильгельмина стала регентом для их девятилетнего внука, будущего маркгафа Карла Фридриха Баденского, ставшего преемником Карла III Вильгельма в 1738 году. После её смерти, она была похоронена в маркграфской гробнице в Замковой церкви в Пфорцхайме. Капсула с сердцем её супруга, маркграфа Карла Вильгельма, которая хранилась у её гроба, в настоящее время бесследно утеряна.

## Дети
- Карл Магнус (21 января 1701 — 12 января 1712); наследный принц Баден-Дурлаха
- Фридрих (7 октября 1703 — 26 марта 1732), наследный принц Баден-Дурлаха, женат на Амалии Нассау-Дицской (1710—1777), дочери Иоганна Вильгельма Фризо Оранского
- Августа Магдалена (13 ноября 1706 — 25 августа 1709)

## Родословная
| Иоганн Фридрих Вюртембергский | Иоганн Фридрих Вюртембергский | Иоганн Фридрих Вюртембергский | Иоганн Фридрих Вюртембергский | Иоганн Фридрих Вюртембергский | Иоганн Фридрих Вюртембергский |                             |                             | Барбара София Бранденбургская | Барбара София Бранденбургская | Барбара София Бранденбургская | Барбара София Бранденбургская | Барбара София Бранденбургская   | Барбара София Бранденбургская   |                                 |                                 | Иоганн Казимир Сальм-Кирбургский | Иоганн Казимир Сальм-Кирбургский | Иоганн Казимир Сальм-Кирбургский | Иоганн Казимир Сальм-Кирбургский | Иоганн Казимир Сальм-Кирбургский | Иоганн Казимир Сальм-Кирбургский |                           |                           | Доротея Сольмс-Лаубахская | Доротея Сольмс-Лаубахская | Доротея Сольмс-Лаубахская | Доротея Сольмс-Лаубахская | Доротея Сольмс-Лаубахская             | Доротея Сольмс-Лаубахская |  |  | Георг II Гессен-Дармштадтский | Георг II Гессен-Дармштадтский | Георг II Гессен-Дармштадтский | Георг II Гессен-Дармштадтский | Георг II Гессен-Дармштадтский    | Георг II Гессен-Дармштадтский    |                                  |                                  | София Элеонора Саксонская        | София Элеонора Саксонская        | София Элеонора Саксонская | София Элеонора Саксонская | София Элеонора Саксонская      | София Элеонора Саксонская      |                                |                                | Фридрих III Гольштейн-Готторпский | Фридрих III Гольштейн-Готторпский | Фридрих III Гольштейн-Готторпский | Фридрих III Гольштейн-Готторпский | Фридрих III Гольштейн-Готторпский             | Фридрих III Гольштейн-Готторпский             |                                               |                                               | Мария Елизавета Саксонская                    | Мария Елизавета Саксонская                    | Мария Елизавета Саксонская | Мария Елизавета Саксонская | Мария Елизавета Саксонская | Мария Елизавета Саксонская |  |  |
| Иоганн Фридрих Вюртембергский | Иоганн Фридрих Вюртембергский | Иоганн Фридрих Вюртембергский | Иоганн Фридрих Вюртембергский | Иоганн Фридрих Вюртембергский | Иоганн Фридрих Вюртембергский |                             |                             | Барбара София Бранденбургская | Барбара София Бранденбургская | Барбара София Бранденбургская | Барбара София Бранденбургская | Барбара София Бранденбургская   | Барбара София Бранденбургская   |                                 |                                 | Иоганн Казимир Сальм-Кирбургский | Иоганн Казимир Сальм-Кирбургский | Иоганн Казимир Сальм-Кирбургский | Иоганн Казимир Сальм-Кирбургский | Иоганн Казимир Сальм-Кирбургский | Иоганн Казимир Сальм-Кирбургский |                           |                           | Доротея Сольмс-Лаубахская | Доротея Сольмс-Лаубахская | Доротея Сольмс-Лаубахская | Доротея Сольмс-Лаубахская | Доротея Сольмс-Лаубахская             | Доротея Сольмс-Лаубахская |  |  | Георг II Гессен-Дармштадтский | Георг II Гессен-Дармштадтский | Георг II Гессен-Дармштадтский | Георг II Гессен-Дармштадтский | Георг II Гессен-Дармштадтский    | Георг II Гессен-Дармштадтский    |                                  |                                  | София Элеонора Саксонская        | София Элеонора Саксонская        | София Элеонора Саксонская | София Элеонора Саксонская | София Элеонора Саксонская      | София Элеонора Саксонская      |                                |                                | Фридрих III Гольштейн-Готторпский | Фридрих III Гольштейн-Готторпский | Фридрих III Гольштейн-Готторпский | Фридрих III Гольштейн-Готторпский | Фридрих III Гольштейн-Готторпский             | Фридрих III Гольштейн-Готторпский             |                                               |                                               | Мария Елизавета Саксонская                    | Мария Елизавета Саксонская                    | Мария Елизавета Саксонская | Мария Елизавета Саксонская | Мария Елизавета Саксонская | Мария Елизавета Саксонская |  |  |
|                               |                               |                               |                               |                               |                               |                             |                             |                               |                               |                               |                               |                                 |                                 |                                 |                                 |                                  |                                  |                                  |                                  |                                  |                                  |                           |                           |                           |                           |                           |                           |                                       |                           |  |  |                               |                               |                               |                               |                                  |                                  |                                  |                                  |                                  |                                  |                           |                           |                                |                                |                                |                                |                                   |                                   |                                   |                                   |                                               |                                               |                                               |                                               |                                               |                                               |                            |                            |                            |                            |  |  |
|                               |                               |                               |                               | Эберхард III Вюртембергский   | Эберхард III Вюртембергский   | Эберхард III Вюртембергский | Эберхард III Вюртембергский | Эберхард III Вюртембергский   | Эберхард III Вюртембергский   |                               |                               |                                 |                                 |                                 |                                 |                                  |                                  |                                  |                                  | Анна Катарина Кирбургская        | Анна Катарина Кирбургская        | Анна Катарина Кирбургская | Анна Катарина Кирбургская | Анна Катарина Кирбургская | Анна Катарина Кирбургская |                           |                           |                                       |                           |  |  |                               |                               |                               |                               | Людвиг VI Гессен-Дармштадтадский | Людвиг VI Гессен-Дармштадтадский | Людвиг VI Гессен-Дармштадтадский | Людвиг VI Гессен-Дармштадтадский | Людвиг VI Гессен-Дармштадтадский | Людвиг VI Гессен-Дармштадтадский |                           |                           |                                |                                |                                |                                |                                   |                                   |                                   |                                   | Мария Елизавета Шлезвиг-Гольштейн-Готторпская | Мария Елизавета Шлезвиг-Гольштейн-Готторпская | Мария Елизавета Шлезвиг-Гольштейн-Готторпская | Мария Елизавета Шлезвиг-Гольштейн-Готторпская | Мария Елизавета Шлезвиг-Гольштейн-Готторпская | Мария Елизавета Шлезвиг-Гольштейн-Готторпская |                            |                            |                            |                            |  |  |
|                               |                               |                               |                               | Эберхард III Вюртембергский   | Эберхард III Вюртембергский   | Эберхард III Вюртембергский | Эберхард III Вюртембергский | Эберхард III Вюртембергский   | Эберхард III Вюртембергский   |                               |                               |                                 |                                 |                                 |                                 |                                  |                                  |                                  |                                  | Анна Катарина Кирбургская        | Анна Катарина Кирбургская        | Анна Катарина Кирбургская | Анна Катарина Кирбургская | Анна Катарина Кирбургская | Анна Катарина Кирбургская |                           |                           |                                       |                           |  |  |                               |                               |                               |                               | Людвиг VI Гессен-Дармштадтадский | Людвиг VI Гессен-Дармштадтадский | Людвиг VI Гессен-Дармштадтадский | Людвиг VI Гессен-Дармштадтадский | Людвиг VI Гессен-Дармштадтадский | Людвиг VI Гессен-Дармштадтадский |                           |                           |                                |                                |                                |                                |                                   |                                   |                                   |                                   | Мария Елизавета Шлезвиг-Гольштейн-Готторпская | Мария Елизавета Шлезвиг-Гольштейн-Готторпская | Мария Елизавета Шлезвиг-Гольштейн-Готторпская | Мария Елизавета Шлезвиг-Гольштейн-Готторпская | Мария Елизавета Шлезвиг-Гольштейн-Готторпская | Мария Елизавета Шлезвиг-Гольштейн-Готторпская |                            |                            |                            |                            |  |  |
|                               |                               |                               |                               |                               |                               |                             |                             |                               |                               |                               |                               |                                 |                                 |                                 |                                 |                                  |                                  |                                  |                                  |                                  |                                  |                           |                           |                           |                           |                           |                           |                                       |                           |  |  |                               |                               |                               |                               |                                  |                                  |                                  |                                  |                                  |                                  |                           |                           |                                |                                |                                |                                |                                   |                                   |                                   |                                   |                                               |                                               |                                               |                                               |                                               |                                               |                            |                            |                            |                            |  |  |
|                               |                               |                               |                               |                               |                               |                             |                             |                               |                               |                               |                               | Вильгельм Людвиг Вюртембергский | Вильгельм Людвиг Вюртембергский | Вильгельм Людвиг Вюртембергский | Вильгельм Людвиг Вюртембергский | Вильгельм Людвиг Вюртембергский  | Вильгельм Людвиг Вюртембергский  |                                  |                                  |                                  |                                  |                           |                           |                           |                           |                           |                           |                                       |                           |  |  |                               |                               |                               |                               |                                  |                                  |                                  |                                  |                                  |                                  |                           |                           | Магдалена Гессен-Дармштадтская | Магдалена Гессен-Дармштадтская | Магдалена Гессен-Дармштадтская | Магдалена Гессен-Дармштадтская | Магдалена Гессен-Дармштадтская    | Магдалена Гессен-Дармштадтская    |                                   |                                   |                                               |                                               |                                               |                                               |                                               |                                               |                            |                            |                            |                            |  |  |
|                               |                               |                               |                               |                               |                               |                             |                             |                               |                               |                               |                               | Вильгельм Людвиг Вюртембергский | Вильгельм Людвиг Вюртембергский | Вильгельм Людвиг Вюртембергский | Вильгельм Людвиг Вюртембергский | Вильгельм Людвиг Вюртембергский  | Вильгельм Людвиг Вюртембергский  |                                  |                                  |                                  |                                  |                           |                           |                           |                           |                           |                           |                                       |                           |  |  |                               |                               |                               |                               |                                  |                                  |                                  |                                  |                                  |                                  |                           |                           | Магдалена Гессен-Дармштадтская | Магдалена Гессен-Дармштадтская | Магдалена Гессен-Дармштадтская | Магдалена Гессен-Дармштадтская | Магдалена Гессен-Дармштадтская    | Магдалена Гессен-Дармштадтская    |                                   |                                   |                                               |                                               |                                               |                                               |                                               |                                               |                            |                            |                            |                            |  |  |
|                               |                               |                               |                               |                               |                               |                             |                             |                               |                               |                               |                               |                                 |                                 |                                 |                                 |                                  |                                  |                                  |                                  |                                  |                                  |                           |                           |                           |                           |                           |                           |                                       |                           |  |  |                               |                               |                               |                               |                                  |                                  |                                  |                                  |                                  |                                  |                           |                           |                                |                                |                                |                                |                                   |                                   |                                   |                                   |                                               |                                               |                                               |                                               |                                               |                                               |                            |                            |                            |                            |  |  |
|                               |                               |                               |                               |                               |                               |                             |                             |                               |                               |                               |                               |                                 |                                 |                                 |                                 |                                  |                                  |                                  |                                  |                                  |                                  |                           |                           |                           |                           |                           |                           | Магдалена Вильгельмина Вюртембергская |                           |  |  |                               |                               |                               |                               |                                  |                                  |                                  |                                  |                                  |                                  |                           |                           |                                |                                |                                |                                |                                   |                                   |                                   |                                   |                                               |                                               |                                               |                                               |                                               |                                               |                            |                            |                            |                            |  |  |